# Prix Pelléas
Pour les articles homonymes, voir Pelléas (homonymie).
Le prix Pelléas, créé en 1997, est un prix littéraire annuel qui récompense « l'ouvrage sur la musique aux plus belles qualités littéraires ». Il est doté de 3000 € par le café Les Deux Magots, à Paris, où il est remis au lauréat lors du cocktail de lancement du festival de Nohant.
Le jury est constitué d'écrivains et de musicologues. En 2019, il se composait d'Alain Duault (président), Ivan A. Alexandre, Jean-Yves Clément, Bertrand Dermoncourt, Benoît Duteurtre, Nicolas d'Estienne d'Orves, Georges Liebert, Marie-Aude Roux et Michel Schneider.

## Lauréats
- 2025 : Dominique Fernandez, Un choix impossible (Grasset)[4]
- 2024 : Charlie Roquin, Les Maîtres de Bayreuth (Cherche Midi)[5]
- 2023 : Federico Maria Sardelli, L’Affaire Vivaldi (traduit de l’italien par Martine Legein, van Dieren Éditeur)[6]
- 2022 : Philippe Blay, Reynaldo Hahn (Fayard)
- 2020 : Martin Mirabel, Domenico Scarlatti (Actes Sud)
- 2019 : Lola Gruber, Trois concerts (Phébus), Karol Beffa et Jacques Perry-Salkow, Anagrammes à quatre mains (Actes Sud)
- 2018 : Paul Greveillac, Cadence secrète. La vie invisible d'Alfred Schnitkke (Gallimard)
- 2017 : Julien Teyssandier, Arvo Pärt (Pierre-Guillaume de Roux)
- 2016 : Pierre Gervasoni, Henri Dutilleux (Actes Sud)
- 2015 : Olivier Bellamy, Dictionnaire amoureux du piano (Plon)
- 2014 : Hervé Lacombe, Francis Poulenc (Fayard)
- 2013 : Bruno Le Maire, Musique absolue. Une répétition avec Carlos Kleiber (Gallimard)
- 2012 : Pierre Constant, Violon solo, la musique de Jean Genet (L'Amandier)
- 2011 : Francesco Rapazzini, Une diva française (Perrin)
- 2010 : Minh Tran Huy, La Double Vie d'Anna Song (Actes Sud)
- 2009 : Jean-Yves Tadié, Le Songe musical : Claude Debussy (Gallimard)
- 2008 : André Tubeuf, L'Offrande musicale (Robert Laffont)
- 2007 : Dominique Pagnier, Mon album Schubert (Gallimard)
- 2006 : Marcel Marnat, Giacomo Puccini (Fayard)
- 2005 : Alain Fleischer, La Hache et le Violon (Seuil)
- 2004 : Christopher Miller, Variations en fou majeur (Seuil)
- 2003 : Alfred Brendel, Le Voile de l'ordre (Christian Bourgois)
- 2002 : Charles Rosen, La Génération romantique (Gallimard)
- 2001 : Brina Svit, Mort d'une prima donna slovène (Gallimard)
- 2000 : Philippe Beaussant, Stradella (Gallimard)
- 1999 : Bruno Monsaingeon, Richter. Écrits, conversations (Actes Sud)
- 1998 : Benoît Duteurtre, L'Opérette en France (Seuil)
- 1997 : Laurent de Wilde, Monk (Gallimard)